# Aeolochroma turneri
Aeolochroma turneri är en fjärilsart som beskrevs av Lucas 1890. Aeolochroma turneri ingår i släktet Aeolochroma och familjen mätare. Inga underarter finns listade i Catalogue of Life.